# Yamaha YZ450F
De Yamaha YZ450F is een viertakt race-motorcrossfiets gebouwd door Yamaha Motor Corporation. Het was de opvolger van de vorige YZ426F, waarvan de productie in 2003 werd stopgezet. De YZ450F wordt gezien door deCycle World en Dirt Rider tijdschriften als de fiets die de viertakt crossmotor-revolutie begon. De YZ250F en YZ450F van 2006 waren de eerste productiemotorfietsen uitgerust met titanium veren.
De WR450F is de enduro-versie van de YZ450F.

## Introductie
Al vele jaren gebruikte de motorcrosswereld bijna uitsluitend tweetaktmotoren. AMA -raceklassen hadden twee klassen: de 125 cc en 250 cc tweetakt, zonder voorzieningen voor de viertakten. De meeste rijders beschouwden de viertaktmotortechnologie als grotendeels utilitair, niet-competitief en alleen geschikt voor 'trail rijden'.
In 1996 veranderde de AMA de regels om 450 cc viertaktmotoren toe te laten in dezelfde raceklasse als de 250 cc tweetaktmotoren. Yamaha-ingenieur Yoshiharu Nakayama kwam voor het eerst met het idee om de eerste competitieve viertakt race-motorcrossfiets te maken. De Yamaha YZ400F is ontwikkeld om in deze categorie te passen. Het loste het krachtdilemma op door superbike-technologie toe te passen en de YZ een vijftal kleppen, vloeistofkoeling en een compressieverhouding van 12.5-1 te geven.
In 1997 schudde Yamaha de motorcrosswereld op met de introductie van het YZ400M-prototype, een concept-motorfiets die veel technologie van het wegracen gebruikte. De YZM liep ver voor op alle concurrenten die ook viertaktmotocrossfietsen maakten. Doug Henry behaalde de eerste overwinning voor de YZ400M tijdens de Las Vegas Supercross in 1997. Dit was de eerste keer dat een viertakt crossmotor een AMA-evenement had gewonnen. De YZ400M was de voorloper van de productie YZ400F, die het jaar daarop werd uitgebracht.

## Eerste generatie: YZ400F 1998-2000
Yamaha nam de YZ400F in 1998 in productie na een succesvol AMA-seizoen in 1997. Het was "de eerste moderne viertaktmotocrosser die direct concurrerend was tegen tweetaktmotoren." Aanvankelijk had Yamaha een drooggewicht van 106 kg in gedachten (gelijk aan de 250 cc tweetakten van die tijd), maar na productie woog de motor 113 kg. De motor had een tot 11.600 tpm begrensd vermogen en koppel dicht bij zijn 250 cc tweetakt-rivalen. Hij profiteerde van het remmen op de compressie van de motor, waardoor de motor tijdens het remmen de motorfiets kon vertragen, waardoor de remmen zogezegd tot rust kwamen. De 1998 YZ400F was de eerste crossmotor die standaard geleverd werd met een Keihin FCR carburateur.
In 1998 won Doug Henry het AMA National Motocross Championship met de YZF en werd daarmee de eerste rijder die een kampioenschap won op een viertakt motorfiets. Deze overwinning wordt door sommigen beschouwd als het belangrijkste keerpunt in de motorcrosswereld - voor het eerst werden viertaktmotoren beschouwd als een competitieve racemachine.

## Tweede generatie: YZ426F 2001-2002
In 2000 heeft Yamaha de YZ400F bijgewerkt, waardoor de capaciteit is verhoogd naar 426 cc voor meer vermogen en gasrespons. Bovendien zijn de carburateur en de jets bijgewerkt om de beginnende ellende van de YZ400F te verminderen.
Het jaar daarop, in 2001, heeft Yamaha de vorige stalen kleppen vervangen door titanium exemplaren. De nieuwe kleppen waren meer dan veertig procent lichter dan de vorige kleppen, wat zorgde voor lichtere en zachtere klepveren, die op hun beurt zorgen voor een motor die sneller op toeren komt, een betere gasrespons, hoger maximaal t.p.m. en meer kracht. De krukas kreeg ook een nieuwe vorm en de hele constructie werd opnieuw ontworpen voor een snellere reactie op het gaspedaal en, volgens Yamaha, "minder verlies van hoogwaardige pk's". Naast motoraanpassingen zijn er enkele wijzigingen aangebracht aan de transmissie om het vermogen te helpen beheersen en een lange levensduur te garanderen. De ophanging kreeg ook een beetje een revisie met als doel minder gewicht en soepeler handelen tijdens de hele slag. Yamaha heeft ook een nieuw ontwerp voor de uitlaatpijp ontworpen, zodat het verwijderen van de uitlaatkop niet langer nodig is bij het vervangen van het oliefilter. De carburateur is aangepast om te kunnen omgaan met opstartproblemen.
Ook in 2001 werd het subframe veranderd van staal naar een blauwgeverfde aluminiumstijl. In 2002 werd de blauwe kleur gestopt en restte een aluminiumlook. In feite is het hele ergonomische pakket op deze YZF goed doordacht. Het stuur heeft een mooie bocht en is goed geplaatst voor een goede controle van de rijder en voldoende beenruimte.
In 2002 herontwikkelde Yamaha het digitale CD-ontstekingssysteem dat een meer precieze vonk en optimale timing levert voor een snellere, krachtigere reactie tijdens harde acceleratie en minder terugslag tijdens het starten. Ook een geheel nieuwe swingarm die lichter en sterker is voor minder gewicht, grotere stijfheid en een betere achterwielophanging. Terwijl een geanodiseerde afwerking de motor een gesimuleerde look geeft. De 426 heeft ook een grotere pivot-shift voor verhoogde duurzaamheid. Er werd ook een grotere achterremschijf toegevoegd, wat meer remvermogen betekent.

## Derde generatie YZ450F 2003-2005
Voor 2003 ontving de YZF de grootste update in zijn geschiedenis. Eerst werd de cilinderinhoud met 449 cc verhoogd in overeenstemming met het nieuwe AMA Motocross reglement. De motor produceerde nu 52 pk. Vervolgens werden het frame en het plastic bijgewerkt voor een nieuwe, slankere look. Bovendien was het gewicht van de YZF afgenomen van de oorspronkelijke 110 kg tot 106 kg. De motorfiets had enorm veel kracht; velen dachten echter dat de motor te veel kracht had voor een motorcrossbaan.

## Vierde generatie YZ450F 2006-2009
De YZ450F heeft in 2006 een grote update gekregen, waarbij meer dan 300 onderdelen zijn gewijzigd en verbeterd. De kracht werd gladgestreken en de motorfiets was gemakkelijker te rijden, waardoor de klacht dat de YZ te veel kracht had, werd onderdrukt. De transmissie werd teruggebracht naar een meer traditionele vijfversnellingsbak. Een geheel nieuw aluminium frame met een enkele backbone haalde nog eens 10 pond van het gewicht af.
In 2006 zagen we KYB SSS-vorken.
In 2007 zagen we veranderingen in de nokkenassen en uitlaat, waarmee het vermogen van een laag toerental naar midden toerental werd verplaatst.

## Vijfde generatie YZ450F 2010-2013
Op 8 september 2009 introduceerde Yamaha zijn geheel nieuwe YZ450F met brandstofinjectie. De motorcilinder is achterwaarts scheef, de hoek van de krukas is gewijzigd voor een meer complete verbranding, de kop met 5 kleppen is nu een kop met 4 kleppen, de tank bevindt zich onder het zadel, de uitlaatpijp komt uit de achterkant van de cilinder en de luchtinlaat bevindt zich nu aan de voorkant van de motorfiets. Ze hebben een nieuw bilateraal frame dat zorgt voor een nieuwe verbeterde besturing en de nieuwe motorcomponenten. Het hele pakket komt samen om een fiets te maken die massa-gecentraliseerd is. De fiets werd geïntroduceerd door Yamaha Factory Motorcross rijder James Stewart.

## Zesde generatie YZ450F 2014-2017
De 2014 YZ450f was een nieuw ontwerp en behield de achterover hellende motor. Het 2014-model heeft een wet-sump-motor en een gemakkelijk toegankelijke luchtfilter.

## Zevende generatie YZ450F 2018-heden
De YZ450f 2018 is uitgerust met een elektrische start en een Mikuni-brandstofinspuitsysteem. De kickstarter is voor deze generatie verwijderd.